# قره تپه جدید۱
قره تپه جدید۱ روستایی در دهستان گلستان بخش گلستان شهرستان سیرجان استان کرمان ایران است.

## جمعیت
بر پایه سرشماری عمومی نفوس و مسکن در سال ۱۳۹۵ جمعیت این مکان ۱۱ نفر (۴خانوار) بوده‌است.